# Ван Чжоуюй
Ван Чжоуюй (род. 13 мая 1994 года) — китайская тяжелоатлетка, олимпийская чемпионка 2020 года, двукратная чемпионка мира 2018 и 2019 годов, трёхкратная чемпионка Азии 2015, 2019 и 2022 года.

## Карьера
Она начала заниматься спортом в возрасте 11 лет в молодёжной спортивной школе Yidu.
В 2015 году она была названа элитной спортсменкой Национального класса Генеральной администрацией спорта Китая. В 2017 году она была названа одной из десяти лучших спортивных звезд провинции Хубэй в КНР.
На чемпионате Азии 2015 года, в весе до 75 кг, она оказалась на первом итоговом месте с общим результатом 250 кг. И в рывке и в упражнение толчок показала первый результат и завоевала малые золотые медали.
В начале ноября 2018 года на чемпионате мира в Ашхабаде, китайская спортсменка, в весовой категории до 76 кг, завоевала абсолютную золотую медаль, взяв общий вес 270 кг. При этом в упражнениях и толчок она завоевала малую золотую медаль с весом на штанге 152 кг. в рывке она была второй.
На предолимпийском чемпионате мира 2019 года, который проходил в Таиланде, китайская спортсменка завоевала титул чемпионки мира в весовой категории до 87 кг. Общий вес на штанге 278 кг. В упражнении рывок она стала первой (120 кг), в толкании завоевала малую золотую медаль (158 кг).
В 2021 году на Олимпиаде в Токио в весе до 87 кг Ван Чжую завоевала 1-е место — 270 кг (120+150).
На чемпионате мира 2022 года в Боготе, в Колумбии в категории до 81 кг она стала серебряной медалисткой по сумме двух упражнений с результатом 266 кг и завоевала малую серебряную медаль в толчке (151 кг).
В Саудовской Аравии, где состоялся Чемпионат мира по тяжёлой атлетике 2023 года, Ван в категории до 81 кг завоевала серебряную медаль чемпионата мира с результатом 277 кг по сумме двух упражнений. Малая золотая медаль в рывке с весом на штанге 122 кг покорилась ей. В толчке она была второй — 155 кг.